# 남충장공충신문
남충장공충신문은 충청북도 음성군 원남면에 있다. 2003년 4월 24일 음성군의 향토문화유적 제18호로 지정되었다.

## 개요
이 충신문은 조선 후기 무신인 남연년의 충절을 기리는 충신문으로, 1756년(영조 32년)에 건립되었으며, 1979년 중건되었다.  남연년(1653～1728)은 자가 수백(壽伯), 본관은 의령이다. 1676년(조선 숙종 2년)에 무과에 급제, 선전관을 거쳐 1727년 청주영장이 되어 토포사를 겸하였다. 이듬해 이인좌의 난 때 난을 진압하려 싸우다 청주성이 함락되면서 순절하였다. 1728년(영조 4년)에 의정부좌찬성에 추증되고, 충장(忠壯)이라는 시호를 받았다. 1729년에 숭선군(崇善君)에 추봉되어 청주 표충사에 배향되었다.